# フレッド・ヴァンブリート
- フレッド・バンブリート

フレデリック・エドモンド・ヴァンブリート・シニア（Fredderick Edmund VanVleet Sr., 1994年2月25日 - ）は、アメリカ合衆国イリノイ州ロックフォード出身のプロバスケットボール選手。NBAのヒューストン・ロケッツに所属している。ポジションはポイントガード。

## 経歴

### カレッジ
ウィチタ州立大学時代はロン・ベイカーとのガードコンビで鳴らし、2013年はNCAAトーナメントで同大学をFinal 4 に導く。更に2014年から3年連続でミズーリ・バレー・カンファレンスの1stチームに選出され、同カンファレンスの最優秀選手にも2回選出されるなど活躍したヴァンブリートだったが、2016年のNBAドラフトでは評価は高くなかった。
ヴァンブリートはドラフト1巡目では指名されず、ドラフト中に複数球団から「入団後2,3年間はGリーグでプレーすることを前提にドラフト指名しても良い」と伝えられたが、彼はこれらの球団には自身の指名を避けて欲しいと伝え、ドラフト指名を受けることはなくサマーリーグに参加することとなった。

### トロント・ラプターズ
2016年7月のNBAサマーリーグにトロント・ラプターズの一員として参加し、同月28日にトレーニングキャンプに関する契約を締結。熾烈な開幕最終ロースター枠争いを勝ち抜き、10月22日に正式に選手契約を結んだ。
2年目となる2017-18シーズンにはチーム内のローテーションに定着し、セカンドユニットのまとめ役を担う。この年にはシックスマン賞の最終候補に選ばれた。オフに2年1800万ドルでラプターズと再契約した。
翌シーズンから先発で出場する機会を得始め、平均得点も2桁に到達する。プレーオフでは一時不調に陥るが、ミルウォーキー・バックスとのカンファレンスファイナルの最中に長男が誕生。すると第3戦までの不調から一転、同シリーズの第4～6戦で全て二桁得点を決めるなど(第5戦では7本のスリーポイントを成功させるなど21得点を決めた。)、チームのファイナル進出に大きく貢献した。ファイナルでも好調を維持し、5試合で二桁得点を決めた。特に優勝を決めた第6戦では、5本のスリーポイント含めて22得点を決め、ヴァンブリートはMVP投票で1票を獲得した。
2020年オフに、4年8500万ドルでラプターズに残留。ドラフト外選手としてはNBA史上最高額の契約となった。
2021年2月2日のオーランド・マジック戦では、11本のスリーポイントシュートを沈め、自身のキャリアハイとなる54得点を記録した。この記録は、デマー・デローザンの52得点を上回る球団史上最多得点記録であるほか、モーゼス・マローンによる53得点を上回る、ドラフト外選手による個人最多得点を記録する快挙である。
2021-22シーズン、カイル・ラウリーの移籍によって役割が増加した。このシーズンは初めてNBAオールスターゲームに選出された。
2023年4月2日のシャーロット・ホーネッツ戦でキャリアハイかつフランチャイズ記録となる20アシストを含む20得点、5リバウンド、3スティールを記録し、チームは128-108で勝利した。なお、ドラフト外選手が20得点、20アシスト以上のダブル・ダブルを記録したのはボブ・デイビス以来史上2人目であった。
2022-23シーズンオフにプレイヤーオプションを破棄し、FAとなった。

### ヒューストン・ロケッツ
2023年7月7日にヒューストン・ロケッツと3年総額1億3,000万ドルのマックス契約を結んだ。

## 個人成績

### NBA

#### レギュラーシーズン
| シーズン     | チーム       | GP  | GS  | MPG  | FG%  | 3P%  | FT%  | RPG | APG | SPG | BPG | PPG  |
| ------------ | ------------ | --- | --- | ---- | ---- | ---- | ---- | --- | --- | --- | --- | ---- |
| 2016–17      | TOR          | 37  | 0   | 7.9  | .351 | .379 | .818 | 1.1 | .9  | .4  | .1  | 2.9  |
| 2017–18      | TOR          | 76  | 0   | 20.0 | .426 | .414 | .832 | 2.4 | 3.2 | .9  | .3  | 8.6  |
| 2018–19†     | TOR          | 64  | 28  | 27.5 | .410 | .378 | .843 | 2.6 | 4.8 | .9  | .3  | 11.0 |
| 2019–20      | TOR          | 54  | 54  | 35.7 | .413 | .390 | .848 | 3.8 | 6.6 | 1.9 | .3  | 17.6 |
| 2020–21      | TOR          | 52  | 52  | 36.5 | .389 | .366 | .885 | 4.2 | 6.3 | 1.7 | .7  | 19.6 |
| 2021–22      | TOR          | 65  | 65  | 37.9 | .403 | .377 | .874 | 4.4 | 6.7 | 1.7 | .5  | 20.3 |
| 2022–23      | TOR          | 69  | 69  | 36.7 | .393 | .342 | .898 | 4.1 | 7.2 | 1.8 | .6  | 19.3 |
| 2023–24      | HOU          | 73  | 73  | 36.8 | .416 | .387 | .860 | 3.8 | 8.1 | 1.4 | .8  | 17.4 |
| 2024–25      | HOU          | 60  | 60  | 35.2 | .378 | .345 | .810 | 3.7 | 5.6 | 1.6 | .4  | 14.1 |
| 通算         | 通算         | 550 | 401 | 31.3 | .401 | .371 | .862 | 3.4 | 5.7 | 1.4 | .5  | 14.9 |
| オールスター | オールスター | 1   | 0   | 9.3  | .500 | .500 | ---  | 2.0 | 3.0 | .0  | .0  | 6.0  |

#### プレーオフ
| シーズン | チーム | GP | GS | MPG  | FG%  | 3P%  | FT%   | RPG | APG | SPG | BPG | PPG  |
| -------- | ------ | -- | -- | ---- | ---- | ---- | ----- | --- | --- | --- | --- | ---- |
| 2017     | TOR    | 7  | 0  | 4.1  | .667 | .400 | ---   | .1  | .6  | .1  | .0  | 2.0  |
| 2018     | TOR    | 6  | 1  | 19.0 | .333 | .286 | .875  | 1.7 | 2.2 | .0  | .0  | 6.8  |
| 2019     | TOR    | 24 | 0  | 24.7 | .392 | .388 | .774  | 1.8 | 2.6 | .8  | .3  | 8.0  |
| 2020     | TOR    | 11 | 11 | 39.1 | .400 | .391 | .840  | 3.9 | 6.9 | 1.6 | .6  | 19.6 |
| 2022     | TOR    | 4  | 4  | 35.0 | .352 | .333 | .833  | 3.0 | 6.3 | 1.8 | 1.0 | 13.8 |
| 2025     | HOU    | 7  | 7  | 40.0 | .430 | .435 | 1.000 | 4.1 | 4.4 | 1.0 | .3  | 18.7 |
| 通算     | 通算   | 59 | 23 | 26.9 | .397 | .383 | .862  | 2.4 | 3.6 | .9  | .3  | 11.0 |

### カレッジ
| シーズン | チーム           | GP  | GS  | MPG  | FG%  | 3P%  | FT%  | RPG | APG | SPG | BPG | PPG  |
| -------- | ---------------- | --- | --- | ---- | ---- | ---- | ---- | --- | --- | --- | --- | ---- |
| 2012–13  | ウィチタステート | 39  | 0   | 16.2 | .386 | .408 | .725 | 1.8 | 2.3 | .9  | .1  | 4.3  |
| 2013–14  | ウィチタステート | 36  | 36  | 31.7 | .484 | .418 | .830 | 3.9 | 5.4 | 1.9 | .1  | 11.6 |
| 2014–15  | ウィチタステート | 35  | 35  | 31.5 | .430 | .357 | .796 | 4.5 | 5.2 | 1.9 | .1  | 13.6 |
| 2015–16  | ウィチタステート | 31  | 31  | 29.0 | .390 | .381 | .817 | 3.2 | 5.5 | 1.8 | .1  | 12.2 |
| 通算     | 通算             | 141 | 102 | 26.8 | .426 | .386 | .805 | 3.3 | 4.5 | 1.6 | .1  | 10.2 |